# Mírov
Mírov (německy Mürau) je obec ležící v jižní části okresu Šumperk, asi 4 km SZ od Mohelnice. Žije zde 353 obyvatel. Mírov se nečlení na části, ale má tři katastrální území: Mírov, Míroveček a Mírovský Grunt. Dominantou obce je středověký hrad, v němž je umístěna věznice Mírov se zvýšenou ostrahou.

## Název
Jméno vesnice bylo odvozeno od osobního jména Mír vzniklého jako domácká podoba některého jména obsahujícího -mir- (Miroslav, Bolemir atd.), která se přiklonila k obecnému mír. Význam místního jména byl "Mírův majetek". Německé jméno vzniklo z českého.

## Historie
Poté, co olomoucký biskup Bruno ze Schauenburku založil v roce 1256 hrad Mírov, se okolní řídké osídlení rozrostlo a nabylo na významu. Časem zde vzniklo městečko a sídlo správy severních oblastí olomoucké diecéze. Mimo jiné se zde konaly též církevní soudy a při nich zde bylo zřízeno i malé vězení.
Postupem času vojenský význam hradu upadal, za husitských válek ještě odolal pokusu husitů o dobytí, ale za třicetileté války jej vypálili císařští vojáci při vyhánění švédské posádky (nutno dodat, že hrad Švédové nedobyli ztečí, ale vyhladověním). Zároveň s tím bylo vypáleno a vydrancováno i městečko, které upadlo na úroveň průměrné vesnice.
S úpadkem vojenské funkce byl hrad čím dál více používán jako církevní vězení – karcer, od roku 1772 to byla jeho hlavní funkce. V současné době je to známá věznice, v níž jsou vězněni nejnebezpečnější zločinci. Za protektorátu a komunistické diktatury zde byli vězněni političtí vězni, z nichž řada zemřela v důsledku krutého zacházení a odpírání lékařské péče. V roce 2000 z Mírova uprchl Jiří Kajínek
Od 1. ledna 1980 do 23. listopadu 1990 byla obec součástí města Mohelnice.

## Pamětihodnosti
V katastru obce jsou evidovány tyto kulturní památky:
- Bývalý hrad s areálem – původně hrad založený kolem poloviny 13. století, v letech 1679–1684 přestavěný na barokní pevnost, po roce 1856 upraven na věznici; k areálu patří dále:
  - budovy předhradí – komplex budov na půdoryse U z doby barokní přestavby hradu, s dalšími úpravami po roce 1855
  - kostel sv. Markéty – barokní stavba z poslední třetiny 17. století, podle projektu G. P. Tencally
  - hradby s bastiony, mostem a torzem vstupní brány
- Soubor božích muk:
  - boží muka u čp. 25 – renesanční boží muka z roku 1601
  - boží muka u cesty na Křemačov – pilířová boží muka z 1. poloviny 19. století
  - boží muka u silnice z Řepové (naproti hřbitovu) – renesanční sloupková boží muka z roku 1564
  - boží muka nad čp. 30 (Míroveček) – barokní sloupková boží muka z roku 1708
- Sousoší Piety (jižní svah pod hradem) – dílo českého sochaře 19. století E. Maxe z roku 1867
- Sloup Nejsvětější Trojice (za obcí směrem na Krchleby) – sousoší z konce 18. století, podstavec z roku 1847
- Socha sv. Jana Nepomuckého (před obcí u silnice z Řepové) – barokní sochařská práce z roku 1776
- Pomník obětem nacismu (v parčíku proti vstupu do hradu) – dílo sochaře Ladislava Beneše
- Památník obětem fašismu (bývalý vězeňský hřbitov) – realizace sochaře Jiřího Jílka z roku 1967

## Osobnosti
- Vladimír Scheufler (1922–1995), český etnograf a hudební skladatel